# Inhibitorium
Inhibitorium označuje v exekuci omezení povinného v nakládání se svým majetkem. Rozlišuje se inhibitorium generální, které se vztahuje na veškerý majetek povinného, a speciální, působící pouze vůči v daném případě postiženému majetku.
Generální inhibitorium nastává ze zákona v okamžiku doručení vyrozumění o zahájení exekuce povinnému, který poté nesmí se svým majetkem, včetně majetku spadajícího do společného jmění manželů, jakkoli nakládat. Výjimkou je údržba a správa tohoto majetku, běžná obchodní a provozní činnost a uspokojování základních životních potřeb jak jeho, tak osob, které má vyživovat. Právní jednání, kterým by povinný tento zákaz porušil, je neplatné. Nicméně neplatné pouze relativně, protože soudní exekutor, oprávněný nebo přihlášený věřitel se jeho neplatnosti nemusí dovolat a v takovém případě jeho platnosti nic nebrání.
Speciální inhibitorium je stanoveno exekučním příkazem, a je tedy účinné pouze vůči majetku, který daný exekuční příkaz postihuje. Na rozdíl od generálního inhibitoria však neexistují výjimky v zákazu s nakládáním s takto postiženým majetkem a navíc jsou všechna právní jednání, kterými by povinný tento zákaz porušil, neplatné absolutně, bez nutnosti se jejich neplatnosti aktivně dovolávat.
Zákaz nakládání s majetkem počíná doručením předmětného vyrozumění povinnému a končí až ukončením exekuce. Soudní exekutor ho ale může zrušit i dříve, pokud u něj povinný složí částku odpovídající vymáhané pohledávce a exekučním nákladům. Tím totiž povinný zajistí splnění účelu celé exekuce a není proto důvodu mu v dalším nakládání s majetkem bránit. Určitým nedostatkem právní úpravy inhibitoria v českém právu je to, že o jeho existenci se v daném případě dozví jen ti, kteří jsou adresáty konkrétního rozhodnutí. Pouze u nemovitostí je veřejnost informována prostřednictvím poznámky o nařízené exekuci v katastru nemovitostí.